# IC 4982
IC 4982 је галаксија у сазвјежђу Паун која се налази на листи објеката дубоког неба у Индекс каталогу.
Деклинација објекта је - 71° 0' 25" а ректасцензија 20h 20m 21,0s. Привидна величина (магнитуда) објекта IC 4982 износи 14,4 а фотографска магнитуда 15,2. IC 4982 је још познат и под ознакама ESO 73-39, PGC 64498.